# Dynamo Open Air
Pour les articles homonymes, voir Open Air.
Le Dynamo Open Air était le plus important festival de metal en Europe dans la seconde moitié des années 1990.

## Histoire
Si la première édition se déroule devant quelques milliers de personnes sur le parking de la salle de concert du Dynamo (Eindhoven), celle de 1995 accueillera plus de 110 000 spectateurs. L'année suivante, l'organisation doit réduire ce nombre à 60 000.
Le festival ne disposant pas d'un site pérenne et ayant été annulé en 2001 (en raison d'une épidémie de fièvre aphteuse) et 2003 (la tenue du festival contrevenant à un règlement sur la protection des animaux pendant leur période de reproduction), la dernière édition se déroule en 2005 devant quelques milliers de spectateurs seulement.

## Live enregistrés au Dynamo Open Air
Plusieurs groupes ont publié des albums ou video live de leur prestation dans le cadre de ce festival.
- 1987 : Testament - Live at Eindhoven (CD, enregistré en 1987)
- 1995 : Nailbomb - Proud to Commit Commercial Suicide (CD, enregistré en 1994)
- 1998 : Pantera - Live at Dynamo Open Air (CD, enregistré en 1998)
- 1998 : Kreator - Live at Dynamo Open Air (CD, enregistré en 1998)
- 2000 : Slipknot - Live At Dynamo Open Air 2000 (DVD, enregistré en 2000) publié pour la première fois dans la réédition 10ème anniversaire du premier album du groupe
- 2001 : Death - Live in Eindhoven '98 (CD / DVD, enregistré en 1998)
- 2005 : Agent Steel - Live @ Dynamo Open Air (DVD, enregistré en 2004)
- 2005 : Nailbomb - Live at Dynamo (DVD, enregistré en 1994)
- 2007 : Metal Church - Dynamo Classic Concerts 1991 (DVD, enregistré en 1991)
- 2019 : Cradle of Filth - Live at Dynamo Open Air 1997 (CD, enregistré en 1997)
- 2024 : Iron Maiden - Dynamo Open Air 2000 (édition en vinyle de la captation radio en direct, enregistré en 2000)

## Programmation

### Années 1980

#### Édition 1986
Cette édition se déroule le 7 septembre 1986 à Eindhoven.
Elle accueille près de 7 000 spectateurs.
- Joshua
- Battlezone (en remplacement de Lääz Rockit)
- Satan
- Chariot
- Angel Witch
- Onslaught
- Avalon

#### Édition 1987
Cette édition se déroule le 8 juin 1987 à Eindhoven.
Elle accueille 14 000 spectateurs.
- Stryper
- Testament (en remplacement d'Agent Steel)
- Destruction
- Vengeance
- Atomkraft
- Mad Max

#### Édition 1988
Cette édition se déroule le 23 mai 1988 dans une patinoire d'Eindhoven.
Elle accueille 22 000 spectateurs.
- Exodus
- Lääz Rockit
- Candlemass
- Toxik
- Sabbat
- Paradox

#### Édition 1989
Cette édition se déroule le 15 mai 1989 dans une patinoire d'Eindhoven.
- Savatage
- Armored Saint
- Sacred Reich
- Forbidden
- Sleeze Beez
- Holy Moses

### Années 1990

#### Édition 1990
Cette édition se déroule le 4 juin 1990 au stade de football des Gestelse Boys à Eindhoven.
- Death Angel
- Sacred Reich
- Sepultura
- Vicious Rumors
- Trouble
- Mordred

#### Édition 1991
Cette édition se déroule le 20 mai 1991 dans une patinoire d'Eindhoven.
- Metal Church
- Primus
- Armored Saint
- Morbid Angel
- Extreme
- Saigon Kick
- Obituary
- Ignorance
- Psychotic Waltz

#### Édition 1992
Cette édition se déroule le 7 juin 1992 dans une patinoire d'Eindhoven.
Elle accueille 23 000 spectateurs.
- Prong
- Corrosion of Conformity
- Mordred
- Paradise Lost
- The Organization
- My Sister's Machine
- Pestilence
- Skyclad
- Love on Ice

#### Édition 1993
Cette édition se déroule les 29 et 30 mai 1993 à l'aéroport Welschap d'Eindhoven.
Elle accueille 43 000 spectateurs.
- Anthrax
- Mercyful Fate
- Suicidal Tendencies
- Trouble
- Annihilator
- Biohazard
- Mindfunk
- Gorefest
- Monster Magnet
- Fudge Tunnel
- Z
- Kong
- Freak of Nature
- Fear Factory
- Wool
- Nudeswirl
- Nocturnal Rites
- Temple of the Absurd

#### Édition 1994
Cette édition se déroule les 21 et 22 mai 1994 à l'aéroport Welschap d'Eindhoven.
Elle accueille 70 000 spectateurs.
- Danzig
- Prong
- Clawfinger
- Urban Dance Squad
- Sick of It All
- Kyuss
- Jackyl
- Life of Agony
- The Organization
- Pride and Glory
- Skintrade
- Skyclad
- Sleeze Beez
- Die Krupps
- The Obsessed
- Forbidden
- Vicious Rumors
- Gorefest
- Last Crack
- Cynic
- B-Thong
- Skrew
- Nerve

#### Édition 1995
Cette édition se déroule les 2, 3 et 4 juin 1995 à l'aéroport Welschap d'Eindhoven.
Elle accueille 118 000 spectateurs.
- Paradise Lost
- Biohazard
- Type O Negative
- Machine Head
- Tiamat
- My Dying Bride
- Dog Eat Dog
- Grip Inc.
- Skyclad
- Warrior Soul
- Fear Factory
- Mary Beats Jane
- Nailbomb
- Life of Agony
- Sun
- Mental Hippie Blood
- Trouble
- Shihad
- Madball
- Dub War
- Overdose
- Motorpsycho
- Downset
- Nevermore
- Earth Crisis
- Eleven Pictures
- Waving Corn
- 35007
- Absconded
- Hate Squad
- No Fun at All
- Snapcase
- Blitz Babies
- Crash Worship
- Brotherhood Foundation
- Orange 9mm
- NRA
- Rape
- Horace Pinker
- Undeclinable Ambuscade
- Rich Kids on LSD
- Schweisser
- Strawman

#### Édition 1996
Cette édition se déroule les 24, 25 et 26 mai 1996 à l'aéroport Welschap d'Eindhoven.
Elle accueille 60 000 spectateurs (chiffre imposé par les autorités à la suite des problèmes de circulation routière observés l'année précédente).
- Slayer
- Venom
- The Gathering
- Savatage
- Sacred Reich (en remplacement de Halford)
- Neurosis
- Osdorp Posse & Nembrionic
- Voivod
- Anathema
- Channel Zero
- The Exploited
- Gorefest
- CIV
- Satanic Surfers
- Drain
- White Devil
- Dog Eat Dog
- Pro-Pain
- Stuck Mojo
- Galactic Cowboys
- Spiritual Beggars
- Down By Law
- Pennywise
- Gurd
- Slapshot
- Dearly Beheaded
- Unsane
- Ryker's
- Dreamgrinder
- Orphanage
- H2O
- Millencolin
- Pitchshifter
- Skrew
- Torque
- Skippies
- Altar
- Eboman
- Transpunk
- Strung Out
- Cords
- 59 Times the Pain
- Frozen Sun
- 7Zuma7
- NRA
- Bambix
- Cooper

#### Édition 1997
Cette édition se déroule les 16, 17 et 18 mai 1997 à l'aéroport Welschap d'Eindhoven.
Elle accueille 30 000 spectateurs.
- Type O Negative
- Tiamat
- Machine Head
- Korn
- Marilyn Manson
- Coal Chamber
- Samael
- Sick of It All
- Exodus
- Helmet
- Pist. On
- Sentenced
- Moonspell
- Testament
- Cradle of Filth
- Karma to Burn
- Entombed
- Within Temptation
- Rage
- Therion
- Laberinto
- Amorphis
- Dimmu Borgir
- Slo Burn
- Limp Bizkit
- Skinlab
- Backfire!
- Discipline
- Satyricon
- Deviate
- Vision of Disorder
- Keaton
- Rockbitch
- Secret Discovery
- Orphanage
- Sundown
- Totenmond
- Thumb
- Slyce
- SNFU
- Occult
- I Against I
- Voodoo Glow Skulls
- Ni Hao
- $400 Suits
- Goddess of Desire

#### Édition 1998
Cette édition se déroule les 29, 30 et 21 mai 1998 dans une patinoire d'Eindhoven.
- Pantera
- Rammstein
- Deftones
- Death (en remplacement de Fear Factory)
- Soulfly
- Life of Agony
- Fates Warning
- Coal Chamber
- Agnostic Front
- Kreator
- Fu Manchu
- Dimmu Borgir
- Stuck Mojo
- HammerFall
- Incubus
- Limp Bizkit (annulé; pas de remplacement)
- Within Temptation
- Hed PE
- Immortal
- Primal Fear
- Emperor
- Stratovarius
- Helloween
- Saxon
- Blind Guardian
- Iced Earth
- Covenant
- Misfits
- H2O
- Bewitched
- Enslaved
- Strapping Young Lad
- Tom Angelripper
- Cathedral
- Spiritual Beggars
- Junkie XL
- Brotherhood Foundation & Hardcore All Stars
- Atrocity
- Theatre of Tragedy
- 25 Ta Life
- Undeclinable Ambuscade
- Masters of Reality
- Good Ridance
- Right Direction
- The Hellacopters
- 7Zuma7
- Sheavy
- Transport League
- Orange Goblin
- Battery
- Pro-Pain
- Sevendust
- Ultraspank (en remplacement de Human Waste Project)
- Congress
- Insane Clown Posse
- Better Than a Thousand
- Fury of Five
- Hard Resistance
- Tura Satana
- Zebrahead
- Six Feet Under
- Refused
- Far
- Misery Loves Co.
- Disbelief
- Think About Mutation
- Maximum Penalty
- T-Nailed
- Jane's Dead
- Driven

#### Édition 1999
Cette édition se déroule les 21, 22 et 23 mai 1999 au Gulbergen de Mierlo.
- Metallica
- Manowar
- Cradle of Filth
- Apocalyptica
- S.O.D.
- Fear Factory
- The Gathering
- Biohazard
- Grip Inc.
- Monster Magnet
- Nashville Pussy
- System of a Down
- Black Label Society
- Mercyful Fate
- Loudness
- Meshuggah
- Sodom
- Static-X
- Hypocrisy
- Arch Enemy
- Angra
- Marduk
- Overkill
- Nevermore
- In Extremo
- Atari Teenage Riot
- Madball
- Anathema
- Lacuna Coil
- Gamma Ray
- Dimmu Borgir
- Darkane
- E.Town Concrete
- Hard-Ons
- Skinlab
- Heideroosjes
- Spineshank
- Therion
- Violation of Trust
- 59 Times the Pain
- All Out War
- Blood for Blood
- Cryptopsy (en remplacement de Morbid Angel)
- Cubanate
- Merauder
- Murphy’s Law
- Nile
- Pitchshifter
- Ryker's
- The Haunted
- Trail of Tears
- Ancient Rites
- Fatso Jetson
- Gluecifer
- Goatsnake
- God Dethroned
- Iron Monkey
- Labyrinth
- Nebula
- Nocturnal Rites
- Oceans of Sadness
- Peter Pan Speedrock
- Space Age Playboys
- Thyrfing
- Unida
- Zeke
- Troopers
- Unjust
- Cold as Life
- One Minute Silence
- Out
- CAGE
- Pulkas
- Run Devil Run

### Années 2000

#### Édition 2000
Cette édition se déroule le 3 juin 2000 au Goffertpark de Nimègue.
- Iron Maiden
- Korn
- Slipknot
- Suicidal Tendencies
- Immortal
- Testament
- Destruction (en remplacement d'Entombed)
- The Kovenant
- Methods of Mayhem
- Spiritual Beggars
- Mayhem
- Engine
- Sentenced
- Kittie
- P.O.D.
- Zeke (en remplacement de Sevendust)

#### Édition 2001
L'édition 2001, prévue les 24, 25 et 26 mai 2001, est finalement annulée à la suite des mesures prises par les autorités contre une épizootie de fièvre aphteuse.

#### Édition 2002
Cette édition se déroule le 14 juillet 2002 au Sportpark Boshoven de Weert (qui accueillait la veille le Bospop).
- Soulfly
- Death Angel
- Dropkick Murphys
- Within Temptation
- Biohazard
- Opeth
- Peter Pan Speedrock
- Strapping Young Lad
- Finntroll
- Zimmers Hole
- Children of Bodom
- Pain of Salvation
- Deadsoul Tribe
- Hermano
- Autumn

#### Édition 2003
Les organisateurs n'ayant pas fait de demande de dérogation à temps, les autorités interdisent la tenue du festival en raison de l'application d'un nouveau règlement européen relatif à la protection des animaux pendant leur période de reproduction.

#### Édition 2004
Cette édition se déroule le 5 juin 2004 au Goffertpark de Nimègue.
Elle accueille 12 000 spectateurs.
- Slayer
- Nightwish
- Life of Agony
- Soulfly
- Dimmu Borgir
- Ill Niño
- Oomph!
- Agent Steel
- After Forever
- Children of Bodom
- Deicide
- Mastodon
- Shadows Fall

#### Édition 2005
Cette édition se déroule le 7 mai 2005 à Hellendoorn.
- Anthrax
- Jon Oliva's Pain
- Testament
- Obituary
- Gorefest
- Evergrey
- Lääz Rockit
- Trivium
- Masterplan
- 3 Inches of Blood
- Mercenary
- Still Remains